# Måns Jälevik
Måns Jälevik, född 1972, är en svensk rockmusiker. Han är sångare i bandet Her Majesty och var även med i föregångaren Sludge Nation. Hans solodebutalbum For the Loveless and the Heartless gavs ut 2007.